# November to Remember 1993
November to Remember 1993 fu un evento organizzato dalla federazione Extreme Championship Wrestling (ECW); si svolse il 13 novembre 1993 presso l'ECW Arena di Filadelfia, Pennsylvania, Stati Uniti. Prima edizione della serie ECW November to Remember, l'evento fu trasmesso il 16 novembre 1993.
Il main event dello show fu un match di coppia nel quale l'Heavyweight Champion Sabu e Road Warrior Hawk affrontarono il Television Champion Terry Funk e King Kong Bundy, dove erano in palio entrambi i titoli.

## Evento
Il match d'apertura fu un chairs match, dove Salvatore Bellomo sconfisse Rockin' Rebel per forfeit.
Il secondo incontro fu tra The Sandman e Jim Neidhart. Dopo un batti e ribatti, entrambi i lottatori andarono knock out colpendosi a vicenda con un braccio teso e le loro braccia erano appoggiate l'una sull'altra, con il risultato che il match finì con un doppio schienamento.
La terza contesa vide The Public Enemy (Rocco Rock & Johnny Grunge) sconfiggere i Badd Company (Pat Tanaka & Paul Diamond) in un South Philly Hood match.
Quindi Kevin Sullivan sconfisse Tommy Cairo.
Il quinto incontro avrebbe dovuto essere tra Sherri Martel e Madusa; ma Madusa non si presentò sul ring e fu rimpiazzata da Malia Hosaka. Martel colpì Jim Molineaux con una sedia e fu quindi squalificata.
The Suicide Blondes (Johnny Hotbody & Tony Stetson) difesero con successo le cinture ECW Tag Team Championship dall'assalto dei Bad Breed (Axl Rotten & Ian Rotten).
Immediatamente dopo il match, Johnny Gunn e Tommy Dreamer sfidarono i Suicide Blondes per i titoli. Appena iniziò il match, i campioni cercarono di colpire gli avversari con le cinture ma Gunn e Dreamer schivarono l'attacco e colpirono i Suicide Blondes con atomic drop e powerslam schienandoli poi simultaneamente vincendo i titoli di coppia.
Nell'ottavo match The Tazmaniac sconfisse Tommy Dreamer con un Northern Lights suplex.
Mr. Hughes sconfisse Johnny Gunn.
Il main event fu un Winner Takes All tag team match, dove l'Heavyweight Champion Sabu e Road Warrior Hawk affrontarono il Television Champion Terry Funk e il suo partner misterioso (che si rivelò essere King Kong Bundy), con entrambi i titoli in palio. Durante il match, Bundy tradì Funk colpendolo con l'Avalanche Splash, permettendo a Sabu di schienarlo conservando il titolo Heavyweight Championship e vincendo anche il Television Championship di Funk.

## Risultati
| N. | Risultati                                                                                                   | Stipulazione                                                                                 | Durata |
| -- | --- | -------------------------------------------------------------------------------------------- | ------ |
| 1  | Salvatore Bellomo sconfisse Rockin' Rebel per forfeit                                                       | Chairs match                                                                                 | nd     |
| 2  | The Sandman vs. Jim Neidhart terminò in no-contest                                                          | Single match                                                                                 | 06:07  |
| 3  | The Public Enemy (Rocco Rock & Johnny Grunge) sconfissero Badd Company (Pat Tanaka & Paul Diamond)          | "South Philly Hood" tag team match                                                           | 16:40  |
| 4  | Kevin Sullivan sconfisse Tommy Cairo                                                                        | Shoot match                                                                                  | 02:15  |
| 5  | Malia Hosaka sconfisse Sherri Martel per squalifica                                                         | Single match                                                                                 | 06:00  |
| 6  | The Suicide Blondes (Johnny Hotbody & Tony Stetson) (c) sconfissero The Bad Breed (Axl Rotten & Ian Rotten) | Tag team match per gli ECW Tag Team Championship                                             | 06:11  |
| 7  | Johnny Gunn & Tommy Dreamer sconfissero The Suicide Blondes (Johnny Hotbody & Tony Stetson) (c)             | Tag team match per gli ECW Tag Team Championship                                             | 00:09  |
| 8  | The Tazmaniac sconfisse Tommy Dreamer                                                                       | Single match                                                                                 | 07:00  |
| 9  | Mr. Hughes sconfisse Johnny Gunn                                                                            | Single match                                                                                 | 09:40  |
| 10 | Sabu (c) & Road Warrior Hawk sconfissero Terry Funk (c) & King Kong Bundy                                   | Winner takes all match per ECW World Heavyweight Championship ed ECW Television Championship | 12:00  |